# Bandiera del Nebraska
La bandiera del Nebraska è a fondo blu con al centro lo stemma dello Stato.
Il disegno corrente è stato adottato nel 1925, ma la bandiera venne ideata nel 1921 da J. Lloyd McMaster. 
La bandiera venne adottata ufficialmente solo nel 1963, infatti il Nebraska è stato l'ultimo Stato degli Stati Uniti d'America ad adottare un proprio vessillo.